# 中屋トンネル
中屋トンネル（なかやトンネル）は、石川県輪島市の市街地と旧門前町の間にある国道249号のトンネル。

## 概要
1992年（平成4年）に完成した延長1,259.5メートルのトンネルである。
2024年（令和6年）1月1日に発生した能登半島地震により周辺地山に変形が生じ、延長1,259.5メートルのうち延長945メートルが被災し、特に延長87メートルに支保工まで変状を生じる大規模損傷を生じた。同年1月23日から道路法第13条第3項に基づく権限代行制度により、石川県に代わって国土交通省が復旧工事に着手した。
同年9月25日に片側交互通行で復旧する計画で工事が続いていたが、9月21日に秋雨前線や低気圧の影響で大雨となった（能登半島豪雨）。この大雨で付近で土砂崩れが発生した（後述）。

## 能登半島地震と能登半島豪雨による2度のトンネル崩落事故

### 地震発生当初から仮復旧決定まで
中屋トンネルは2024年1月1日の能登半島地震により、大規模な土砂崩れが起き、コンクリートの落下などの崩落も発生した。旧門前町の集落住民は旧道などを活用した迂回路を通らざるを得なかった。
崩落直後から現場では仮復旧に向けた工事に着手した。具体的には今回の地震で弯曲したコンクリートを一度撤去してから、補強具と改良剤を注入し、仮復旧に際しては二次的な土砂崩れによる崩落事故の防止と、その崩落から通行する車を守る目的で、道路の真ん中に「プロテクター」という4m四方の鋼鉄製シールドを設置し、復旧工事を進めながら、片側交互通行を行い、2024年度内に2車線対面通行までの復旧を目指すというものになっている。
この応急処置工事が進んだことにより、9月25日12時から、緊急車両（パトカー、消防、救急車などの類）、物資輸送、復旧工事関係車両と、トンネル周辺住民限定（歩行者・自転車は通行不可）の形で、1車線の片側交互通行による仮復旧開通が予定され、9月18日に旧門前町に当たる集落住民を対象に、マイクロバスに試乗してもらっての内覧会を行った。
今回の仮復旧で、穴水町の県道を介して、輪島市の市街地とは50分程度かかっていたところが、片側1車線交互通行であるため、10分程度の待ち時間を要するが、それでも半分程度（30分程度）まで行き来することが出来るようになっていた。

### 能登半島豪雨水害で再び崩落 仮復旧断念に至るまで
その仮復旧を4日後に控えた2024年9月21日、秋雨前線や低気圧の影響による能登半島豪雨で付近で土砂崩れが発生した。その後、トンネル内に避難していた作業員や一般の人あわせて27人が門前方向に歩いて退避した。
警察と消防は複数人が土砂崩れに巻き込まれた可能性もあるとみて捜索したが、二次被害のおそれがあり、9月21日夜の捜索活動を中断した。国土交通省は9月22日午前の段階で、残る土木作業員3人とトンネル北側で工事車両の交通誘導にあたっていた交通誘導員1人と連絡が取れなくなっていることを明らかにした。
警察と消防、自衛隊などは9月22日昼頃から計220人の態勢で捜索を再開した。輪島消防署などによると、9月22日夕刻、ヘリコプターが計10人を救助したが、うち2人の死亡が確認された。1人はトンネルの復旧工事にあたっていた作業員、もう1人は地域住民とみられるとしている。また、自衛隊の地上からの捜索が雨の弱まった午後から開始され、やぶを切り開いたりロープを渡して救助活動を行い、交通誘導員を含む3人が帰還した。
トンネル付近には、この豪雨によって新たに発生した土砂が大量に流れ込んでいる様子がはっきりと映し出されていた。専門家で東京農工大学名誉教授の石川芳治がNHKの依頼による映像解析をした結果、トンネルの入り口の脇に立った斜面の上の部分が能登半島地震のときに崩れており、また地形図によれば、過去にも土砂崩れがあり、この2回にわたる大規模な自然災害によって崩落・崩壊したという。
今回の被害を受けて、予定していた仮復旧を断念し、引き続き工事関係車両、物資輸送を除き、緊急車両、地元住民を含む一般車の通行止めが延長されることになった。仮復旧開通の振替日は現地の道路の啓開作業の進捗状況を見て判断するため未定。能登復興事務所によれば、土砂崩落の被害の全容が把握できないとしており、仮復旧の見通しが全く立たなくなった。
読売新聞北陸支社の取材班が2度目の崩落事故から20日以上が経った10月12日、ヘリコプターでトンネルを取材した所、トンネルの周辺の山頂から国道に向かう約200mが土砂で埋まっていたのがわかり、取材ヘリに乗っていた東京電機大学名誉教授・安田進は、「斜面の一部は元日の地震直後に崩れ、9月豪雨によりさらにその崩壊範囲が広がっていた」としたうえで、「地震で不安定になった土砂や樹木が斜面にとどまっていた可能性がある。急激な雨で斜面が大量の水を含んで崩壊したのだろう」と分析。また京都大学准教授・竹林洋史も、斜面崩壊に続き、土石流が発生したとみて、「深さは1.3m程度だったとみられ、人が容易に流されてしまう状況だった」と分析した。

### 迂回路の供用開始
2024年12月25日午後1時に県道と市道を迂回路とする供用を開始し、同27日の逢坂トンネルの迂回路供用開始などとあわせて国道249号は再び全通することとなった。なお引き続きトンネルそのものは土砂撤去作業のため通行止めは継続される。

### 通行再開
2025年7月17日午後1時に約1年半ぶりに通行が再開された。